# أوساماكي
أوساماكي: رومكوم حيث لن يخسر صديق الطفولة ((باليابانية: 幼なじみが絶対に負けないラブコメ) تُنطق باليابانية: أوسانا ناجيمي جا زيتّاي ني ماكيناي لا دو كوميه، و تترحم حرفياً: (كوميديا رومانسية حيث لن يخسر صديق الطفولة مطلقاً))، وتٌختصر أيضاً إلي أوساماكي ((باليابانية: おさまけ)) وتعرف بكونها رواية خفيفة يابانية كوميديا رومانسية من تأليف المانغاكا شويتشي نامارو ومن رسوم وتوضيح الفنانة وي شيجوري. نشرت شركة آسي ميديا وركس ستة مجلدات منذ يونيو 2019 تحت بصمة دينجيكي بونكو. تم نشر المانجا برسوم ريو إيتو في مجلة ميديا فاكتوري سينين مانغا الشهرية كوميك ألايف منذ نوفمبر 2019 تم جمعها في مجلدين. وتم عمل أنيمي بواسطة إستديو دوجا كوبو لأول مرة في أبريل 2021 وتم نشر الحلقة الأولي يوم الأربعاء الموافق 14 أبريل 2021 .

## القصة
سويهارو مارو هو صبي في المدرسة الثانوية يبلغ من العمر سبعة عشر عامًا ولم يكن لديه صديقة من قبل. يعيش بجوار صديق طفولته كوروها شيدا، وهي فتاة صغيرة ولطيفة تتصرف كأخته الكبرى ذات شخصية منفتحة. ذات يوم، اعترفت كوروها لسويهارو بمشاعرها، لكنه رفضها؛ سويهارو وضع عينه فقط لحبه الأول شيروكوسا كاتشي وهي آيدول جميلة ومؤلفة حائزة على جوائز في المدرسة. شيروكوسا لا تهتم بكل الأولاد في المدرسة ولكنها تهتم بسويهارو فكيف ستتطور الأحداث بين سوهارو وكوروها وشيروكوسا وبقية الشخصيات؟ هذا ما ستعرفه من مشاهدة الآنمي

## الشخصيات
سويهارو مارو (باليابانية : 丸 末晴 تُنطق باليابانية : مارو سويهالو)
أداء صوتي: يوشيتسوغو ماتسوؤكا
سويهارو مثل وهو طفل ولكنه أصيب بصدمة نفسية بسبب وفاة والدته واستقال من التمثيل في ذروة شهرته، وأصبح طالبًا عاديًا في المدرسة الثانوية في بداية المسلسل. على الرغم من براعته في التمثيل والغناء والرقص لكنه ساذج نسبيًا عندما يتعلق الأمر بالرومانسية، مما يجعله شديد التأثر بمضايقة الفتيات.
كوروها شيدا (باليابانية : 志田 黒羽 تُنطق باليابانية : شيدا كولوها)
أداء صوتي: إينوري ميناسي
كوروها هي صديقة طفولة سويهارو وجارته. بصفتها الكبرى من بين أربع أخوات، فإنها تميل إلى رعاية الآخرين وهي بارعة اجتماعياً. على الرغم من أنها تتمنى سعادة سويهارو، إلا أنها تعرفه أيضًا أكثر من أي شخص آخر ولا تتردد في استخدام ذلك لصالحها.
شيروكوسا كاتشي (باليابانية : 可知 白草 تُنطق باليابانية : كاتشي شيلوكوسا)
أداء صوتي: أياني ساكورا
شيروكوسا هي الروائية الحائزة على جائزة وهي الحب الأول لسويهارو. تشتهر بأنها «جمالها الرائع» في المدرسة بسبب شهرتها وسلوكها وذكائها ومظهرها. على الرغم من كونها باردة ومعزولة تجاه معظم زملائها الذكور في الفصل، إلا أنها تتعامل بشكل ودي مع سويهارو بعد أن امتدح كتاباتها.
ماريا موموساكا (باليابانية : 桃坂 真理愛 تُنطق باليابانية : موموساكا ماليا)
أداء صوتي: ساوري أونيشي
ماريا هي ممثلة مشهورة معروفة ببطولتها في الدراما الناجحة الأخت الصغيرة المثالية. وتم إنتقائها لتصبح معلمة سويهارو عندما كان ممثلاً صغيراً، ومن خلال ذلك توطدت علاقتهما بعلاقة شبيهة بالأخوة. فأنها معجبة بشدة بتمثيل سويهارو وتتوق إلى عودته إلى التمثيل.
تيتسوهيكو كاي (باليابانية : 甲斐 哲彦 تُنطق باليابانية : كاي تيتسوهيكو)
أداء صوتي: نوبوناغا شيمازاكي
تيتسوهيكو هو صديق سويهارو المقرب. إنه يستمتع بمشاهدة سويهارو وهو يتفاعل مع الأحداث المختلفة وغالبًا ما ينسق الأشياء خلف الكواليس.
ميتسورو آبي (باليابانية : 阿部 充 تُنطق باليابانية : آبي ميتسورو)
أداء صوتي: تاكوما تيراشيما
هو زميل كل من سويهارو وشيروكوسا في سنة عليا في نفس المدرسة الثانوية ويحب شيروكوسا وفي نفس الوقت يري سويهارو كمنافس قوي له سواء كممثل أو كحبه لشيروكوسا
ميكو ميني (باليابانية : 峰 芽衣子 ميني ميكو)
أداء صوتي: أم.إيه.أوه
هي أفضل صديقة لشيروكوسا
سويتشيرو كاتشي (باليابانية : 可知 総一郎 تُنطق باليابانية : كاتشي سويتشيلو)
أداء صوتي: تيتسو إينادا
والد شيروكوسا ومالك وكالة المواهب التي عمل مع سويهارو أثناء طفولته.
رينا أساجي (باليابانية : 浅黄 玲菜 تُنطق باليابانية : أساجي لينا)
أداء صوتي: تومويو تاكاياناجي
هي زميلة سويهارو في سنة أصغر وتعد الكواهاي الخاصة به
ميدوري شيدا (باليابانية : 志田 碧 تُنطق باليابانية  : شيدا ميدولي)
أداء صوتي: أكاني فوجيتا
هي أخت كوروها الوسطي. وهي تعد أطول فتاة في الأخوات شيدا في الصف الثالث الأعدادي.
أوي شيدا (باليابانية : 志田 蒼依 تُنطق باليابانية  : شيدا أوي)
أداء صوتي: ميوري شيمابوكورو
هي أخت كوروها الثانية وتوأم أكاني الكبرى في الصف الأول الأعدادي.
أكاني شيدا (باليابانية : 志田 朱音 تُنطق باليابانية : شيدا أكاني)
أداء صوتي: ناتسومي هيوكا
هي أخت كوروها الثالثة وتوأم أكاني الصغرى وهي أذكي فتاة في عائلة شيدا وهي في الصف الأول الأعدادي.
شيون أوراجي (باليابانية : 大良儀 紫苑 تُنطق باليابانية : أولاجي شيون)
أداء صوتي: كايدي هوندو
هي أخت شيروسوكا بالتبني وخادمتها أيضاً
شون هاردي (باليابانية : ハーディ・瞬 تُنطق باليابانية : هادي شون)
أداء صوتي: واتارو تاكاجي
هو مدير وكالة المواهب التي يملكها والد شيروكوسا
إيري موموساكا (باليابانية : 桃坂 絵里 تُنطق باليابانية : موموساكا إيلي)
أداء صوتي: مانامي تاكاهاشي
هي أخت ماريا الكبرى

## الإنتاج
أسماء الشخصيات هي كل ما يشير إلى شحصيات في شعار النار وهي مارو، شيدا، كاتشي، كاي وماريا وسميت مارث، شيدا، كاتريا، كائين وماريا على التوالي. تتضمن أسماء الشخصيات النسائية الألوان: على سبيل المثال، كوروها (حرفياً «ريشة أو جناح أسود»)، وشيروكوسا (حرفياً «عشب أبيض») وموموساكا (حرفياً «مُنحدر / تل وردي»).

### الرواية الخفيفة
الرواية الخفيفة من تأليف المانغاكا شويتشي نامارو ومن رسوم وتوضيح الفنانة وي شيجوري. نشرت شركة آسي ميديا وركس منذ يونيو 2019. تم إصدار ثماني مجلدات منذ أبريل 2021 تحت بصمة دينجيكي بونكو

#### قائمة مجلدات الرواية الخفيفة
| قائمة المجلدات الرواية الخفيفة |                |                                                                      |
| رقم المجلد                     | تاريخ النشر    | الرقم الدولي للكتاب                                                  |
| 1                              | 8 يونيو 2019   | ISBN 978-4-04-912524-5                                               |
| 2                              | 10 أكتوبر 2019 | ISBN 978-4-04-912582-9                                               |
| 3                              | 7 فبراير 2020  | ISBN 978-4-04-912899-4                                               |
| 4                              | 10 يونيو 2020  | ISBN 978-4-04-913213-7                                               |
| 5                              | 10 أكتوبر 2020 | ISBN 978-4-04-913371-4                                               |
| 6                              | 22 فبراير 2021 | ISBN 978-4-04-913496-4 (إصدار خاص)ISBN 978-4-04-913496-4 (إصدار خاص) |
| 7                              | 9 أبريل 2021   | ISBN 978-4-04-913736-1                                               |

### المانغا
تم نشر المانجا برسوم ريو إيتو في مجلة ميديا فاكتوري سينين مانغا جاجان الشهرية كوميك ألايف منذ نوفمبر 2019 تم جمعها في ثلاث مجلدات.

#### قائمة مجلدات المانغا
| قائمة مجلدات المانغا | قائمة مجلدات المانغا | قائمة مجلدات المانغا                                                 |
| رقم المجلد           | تاريخ النشر          | الرقم الدولي للكتاب                                                  |
| -------------------- | -------------------- | -------------------------------------------------------------------- |
| 1                    | 23 مايو 2020         | ISBN 978-4-04-064697-8                                               |
| 2                    | 22 فبراير 2021       | ISBN 978-4-04-680003-9 (إصدار خاص)ISBN 978-4-04-680004-6 (إصدار خاص) |

سلسلة المانجا المنبثقة التي رسمها موتسومي أوكي بعنوان Osananajimi ga Zettai ni Makenai Love Come: Otonari no Yon-shimai ga Zettai ni Honobono suru Nichijō («الحياة اليومية حيث ستجعلك الجارة الأربع ستجعلك دافئًا») بدأت في التسلسل في الرسوم الهزلية الشهرية من Media Factory على قيد الحياة في 27 يناير 2021.
سلسلة المانجا المنبثقة التي رسمها موتسومي أوكي بعنوان Osananajimi ga Zettai ni Makenai Love Come: Otonari no Yon-shimai ga Zettai ni Honobono suru Nichijō («الحياة اليومية حيث ستجعلك الجارة الأربع ستجعلك دافئًا») بدأت في التسلسل في الرسوم الهزلية الشهرية من Media Factory على قيد الحياة في 27 يناير 2021. 